# Rue Rampon (Paris)
Pour les articles homonymes, voir Rue Rampon.
La rue Rampon est une voie du 11e arrondissement de Paris, en France.

## Situation et accès
Longue de 227 mètres, elle commence 9, boulevard Voltaire et finit 93, rue de la Folie-Méricourt.
Elle est desservie à quelque distance par les lignes 3, 5, 8, 9 et 11 du métro parisien, à la station République.

## Origine du nom
Cette rue porte le nom du général d'Empire Antoine-Guillaume Rampon (1759-1842).

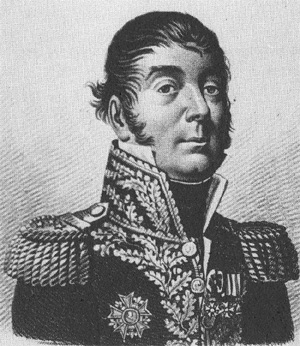
Portrait du général Rampon.
Armes du général.

## Historique
L'ouverture de cette voie est autorisée, par lettres patentes du 13 octobre 1781, et elle est créée en 1783 sur les marais du Temple appartenant au grand Prieur de France sous le nom « rue de Delatour » ou « rue de la Tour », en souvenir de Jacques Nicolas Roëttiers de la Tour (ou Delatour),, échevin de Paris de 1775 à 1777.
Cette voie fait partie du lotissement des Marais du Faubourg du Temple décidé en 1778 sous le nom de Nouvelle Ville d'Angoulême.  
Elle prend sa dénomination actuelle par décret du 24 août 1864.

## Bâtiment remarquable et lieux de mémoire

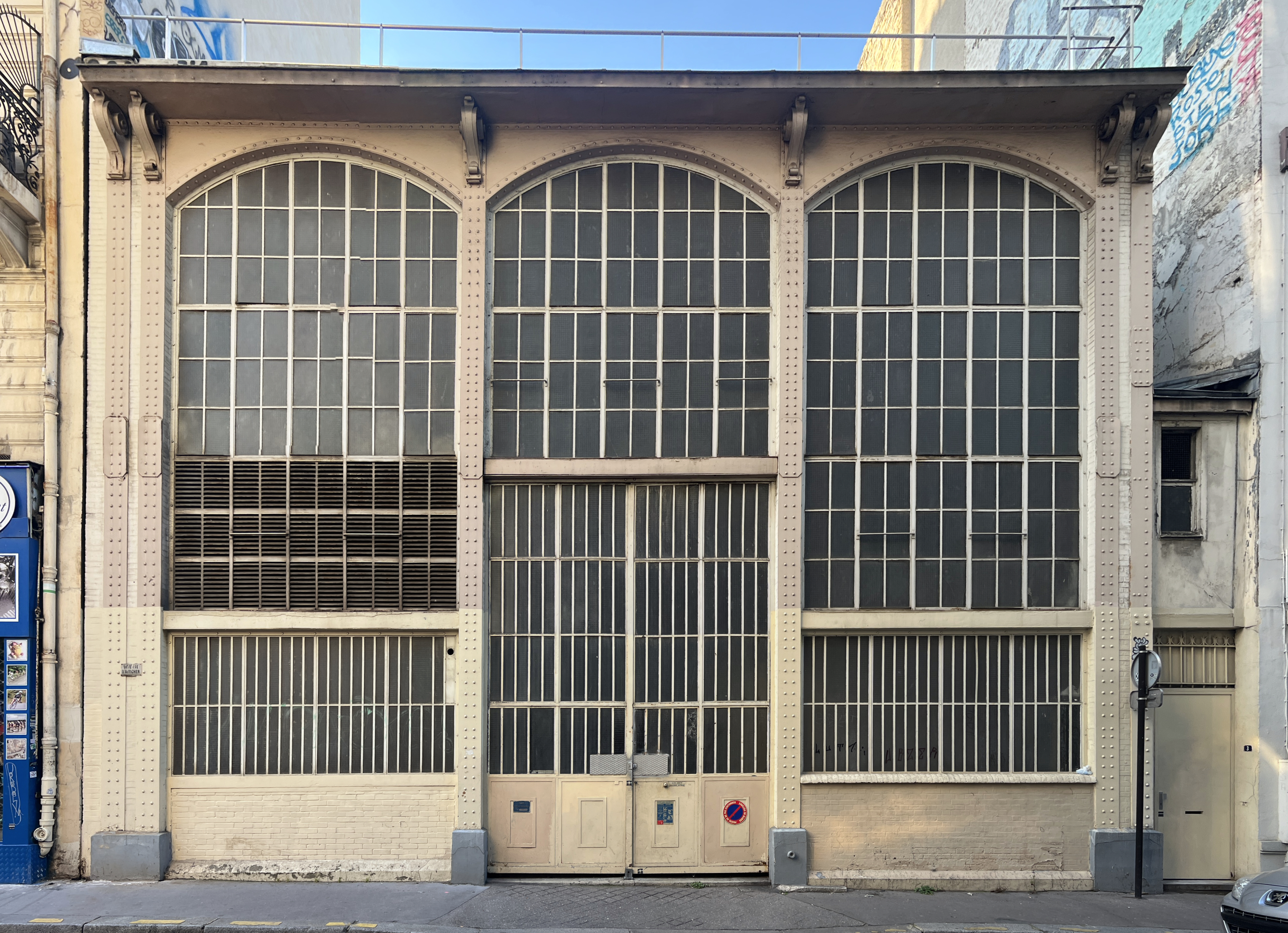
Sous-station électrique.

- No 3 : ancienne sous-station électrique conçue au début du XXe siècle par l'architecte Paul Friesé[3].